# Fokker D.VII
El Fokker D.VII fue un caza alemán de la Primera Guerra Mundial diseñado por Reinhold Platz de Fokker-Flugzeugwerke. Fueron fabricados en torno a 3300 aviones D.VII entre el verano y el otoño de 1918. En servicio, el D.VII demostró rápidamente ser un avión formidable. El armisticio con el que finalizó la guerra requería específicamente a Alemania que rindiera todos los aviones D.VII a los Aliados a la conclusión de las hostilidades. Los aviones supervivientes continuaron en servicio con muchos otros países en los años posteriores a la Primera Guerra Mundial.

## Diseño y desarrollo

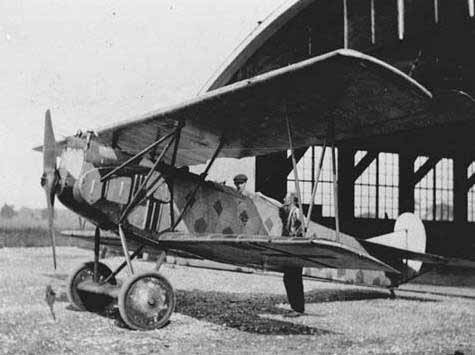
Fokker D.VII.

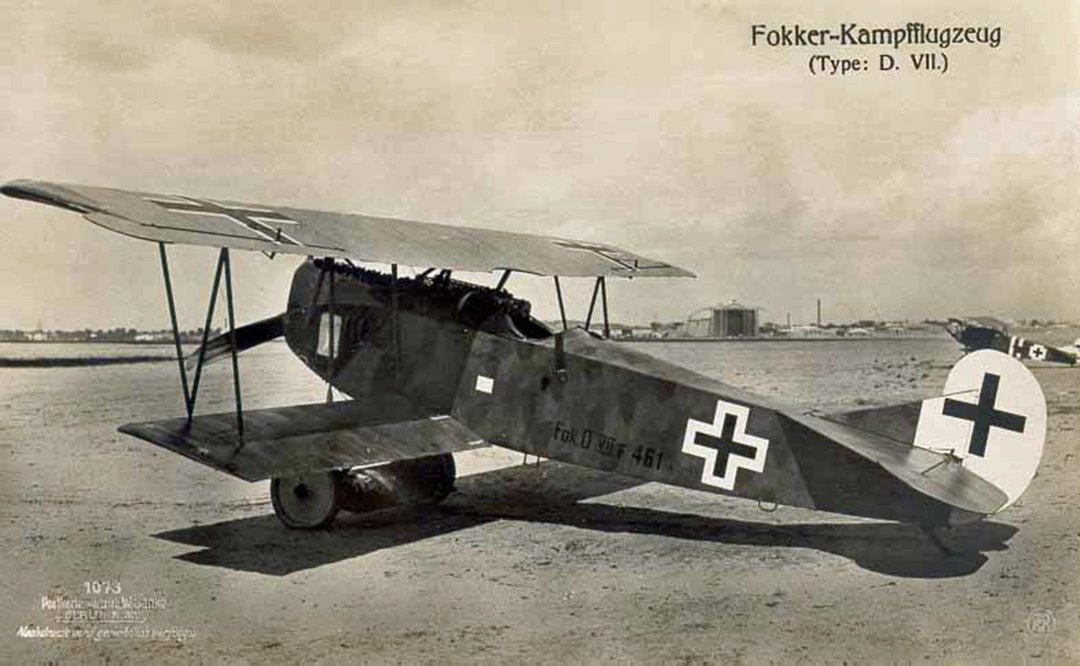
Fokker D.VII(F).

Reinhold Platz desarrolló un nuevo prototipo para competir en el primer requerimiento de 1918 por un caza monoplaza para la aviación militar alemana. El prototipo V.11 era muy similar en diseño al famoso Fokker Dr.I; su fuselaje tenía la misma configuración y el tren de aterrizaje era idéntico. Solo la unidad de cola era distinta y desde un principio se pensó en adoptar un motor mucho más potente para conseguir prestaciones más altas, lo que evidentemente requería a su vez una mayor envergadura y célula biplana.
Los planos eran cantiléver y muy similares a los del Dr.I, pero en vez de un solo larguero, llevaban dos. La planta motriz del prototipo e incluso de los primeros aparatos de serie era un motor Mercedes D.III de 160 hp, pero más tarde se le instaló un B.M.W. más potente que mejoraba notablemente las prestaciones del aparato.
Como resultado del concurso de cazas de enero de 1918, el Fokker D.VII comenzó a ser construido en serie, ya que sus habilidades y prestaciones superaban con mucho a las del Albatros D.V que estaba en esos momentos en producción por Albatros GmbH en sus dos factorías y bajo subcontrato en otras firmas. A los tres meses de ganar el concurso, el D.VII había entrado ya en servicio y sus prestaciones solo podían ser igualadas por el Sopwith Snipe británico y el SPAD XIII francés.
A la firma del armisticio, el 11 de noviembre de 1918, se habían entregado más de 700 D.VII.
Era tal el potencial de este caza que en el texto de los tratados de paz se detalló específicamente que todos los ejemplares supervivientes debían pasar a manos aliadas y así los zepelines y los D.VII fueron los únicos aerodinos de la aviación militar alemana que fueron confiscados.
El constructor A. Fokker consiguió escamotear a la comisión de control un cierto número de D.VII y algunos repuestos, e instaló una nueva factoría en los Países Bajos para seguir fabricándolos. De esta manera, durante los años inmediatos a la guerra siguieron apareciendo D.VII y ejemplares nuevos o requisados sirvieron con las fuerzas aéreas de muchas naciones europeas como Suiza, Países Bajos, Dinamarca y Suecia e incluso en Estados Unidos.

## Variantes
V.11
Primer prototipo.
V.18
Desarrollo intermedio entre el V.11 y el D.VII con deriva fija añadida.
V.21
Versión con ruedas carenadas y motor Mercedes D.III de 160 hp; voló en la segunda competición de tipos D.
V.22
Prototipo de preproducción del D.VII, combinando las mejores características de los V.11, V.18 y V.21, con motor Mercedes D.III.
V.24
Versión experimental con motor Benz de 200 hp de potencia.
V.29
Monoplano experimental con ala en parasol desarrollado a partir de una célula de D.VII mejorada (el V.27), dotado con motor B.M.W. IIIa de 185 hp; participó en la tercera competición de tipos D.
V.31
Versión estándar provista de gancho para remolcar al V.30.
V.34
D.VII dotado con el empenaje del V.33 y con motor B.M.W. IIIa.
V.35
Desarrollo biplaza con motor BMW IIIa de 138 kW (185 hp) y depósito de combustible en el tren de aterrizaje.
V.36
Dos aparatos construidos, el primero similar al V.34 con empenaje estándar y el segundo sin el recorte en el borde de fuga del plano superior y dotado con un depósito de combustible carenado en el eje del tren de aterrizaje.
V.38
Desarrollado a partir del D.VII estándar, del que Fokker pudo escamotear unos 70 a la comisión de control aliada y montarlos en los Países Bajos tras finalizar la I Guerra Mundial.
D.VII
Aviones de producción de Fokker, ya fueran desde su planta principal en tiempo de guerra en Schwerin/Görries, o, tras el armisticio, en los Países Bajos.
D.VII(Alb)
Aviones de producción de Albatros Flugzeugwerke en Johannisthal, Berlín.
D.VII(MAG)
Producción de Magyar Altalános Gepgyár RT-(MAG) en Mátyásföld, cerca de Budapest.
D.VII(OAW)
Aviones de producción de Ostdeutsche Albatros Werke en Schneidemühl.
MAG-Fokker 90.05
Fokker V.22 propulsado por un Austro-Daimler 6 de 150 kW (200 hp).
Fokker D.VII (versiones lituanas)
Un D.VII propulsado por Siddeley Puma, producido en 1928; 2 D.VII propulsados por Mercedes D.III, producidos en 1930. Ambos modelos presentaban capotas de motor mayores y radiador bajo el morro.

## Operadores
Alemania
- Luftstreitkräfte
- Marina Imperial alemana

 Argentina
- Armada Argentina (posguerra)

 Imperio austrohúngaro
- Armada austrohúngara

 Bélgica

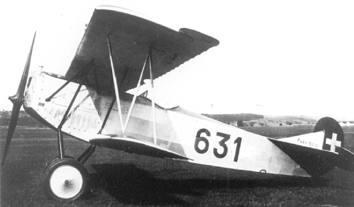
Fokker D.VII con marcas suizas.

- Aviación Militar: 9º Escuadrón  (posguerra)

 Bulgaria
- Fuerza Aérea de Bulgaria

 Checoslovaquia (posguerra)
 Dinamarca
- Real Fuerza Aérea de Dinamarca (posguerra)

 Estados Unidos
- Servicio Aéreo del Ejército de los Estados Unidos (posguerra)
- Cuerpo de Marines de los Estados Unidos

 Finlandia
- Fuerza Aérea Finlandesa (posguerra)

 Reino de Hungría
- Fuerza Aérea Húngara (posguerra)

 Letonia
- Fuerza Aérea Letona (posguerra)

 Lituania
- Fuerza Aérea Militar Lituana

 Países Bajos
- Real Fuerza Aérea de los Países Bajos (posguerra)
- Servicio de Aviación Naval Neerlandés (posguerra)

 Indias Orientales Neerlandesas
- KNIL-LA

 Polonia
- Fuerza Aérea de Polonia (posguerra)

 Rumania
- Real Fuerza Aérea Rumana (posguerra)

 Unión Soviética
- Fuerza Aérea Soviética (posguerra)

 Suecia
- Fuerza Aérea Sueca (posguerra)

 Suiza
- Fuerza Aérea Suiza

 Imperio otomano
- Escuadrones de Aviación del Imperio Otomano

## Especificaciones

### Características generales
- Tripulación: Uno (piloto)
- Longitud: 6,9 m (22,7 ft)
- Envergadura: 8,9 m (29,3 ft)
- Altura: 2,8 m
- Superficie alar: 20,2 m² (217,4 ft²)
- Peso vacío: 698 kg (1538,4 lb)
- Peso cargado: 850 kg (1873,4 lb)
- Peso máximo al despegue: 878 kg (1935,1 lb)
- Planta motriz: 1× motor lineal de 6 cilindros refrigerado por líquido Mercedes D.IIIa.
  - Potencia: 127 kW (170 HP; 172 CV)
- Hélices: Bipala

### Rendimiento
- Velocidad máxima operativa (Vno): 187 km/h (116 MPH; 101 kt)
- Techo de vuelo: 5970 m (19 587 ft)
- Régimen de ascenso: 240 m/min
- Carga alar: 47 kg/m² (9,6 lb/ft²)

### Armamento
- Ametralladoras: 

  - 2x LMG 08/15 "Spandau" de 7,92 mm fijas de fuego frontal

## Aeronaves relacionadas

### Desarrollos relacionados
- Fokker C.I

### Aeronaves similares
- Pfalz D.XII
- Pfalz D.XV
- Martinsyde Buzzard
- Ansaldo Balilla

### Secuencias de designación
- Secuencia V._ (Interna de Fokker): ← V.8 - V.9 - V.10 - V.11 - V.12 - V.13 - V.14 - V.16 - V.17 - V.18 - V.20 - V.21 - V.22 - V.23 - V.24 - V.25 - V.26 - V.27 - V.28 - V.29 - V.30 - V.31 - V.33 - V.34 - V.35 - V.36 - V.37 - V.38 - V.39 →
- Secuencia D._ (Aviones armados alemanes, 1911-1919 (Fokker)): ← D.IV - D.V - D.VI - D.VII - D.VIII
- Secuencia PW-_ (Aviones de Caza (Persecución, refrigerado por Agua) del USAAS, 1919-1924): ← PW-3 - PW-4 - PW-5 - PW-6 - PW-7 - PW-8 - PW-9